# Chalcides
Chalcides Laurenti, 1768 è un genere di sauri appartenente alla famiglia degli Scincidi.

## Tassonomia
Comprende le seguenti specie:
- Chalcides armitagei Boulenger, 1922
- Chalcides bedriagai (Bosca, 1880)
- Chalcides bottegi Boulenger, 1898
- Chalcides boulengeri Anderson, 1892
- Chalcides chalcides (Linnaeus, 1758) - luscengola
- Chalcides coeruleopunctatus Salvador, 1975
- Chalcides colosii Lanza, 1957
- Chalcides delislei (Lataste & Rochebrune, 1876)
- Chalcides ebneri Werner, 1931
- Chalcides guentheri Boulenger, 1887
- Chalcides lanzai Pasteur, 1967
- Chalcides levitoni Pasteur, 1978
- Chalcides manueli Hediger, 1935
- Chalcides mauritanicus (Duméril & Bibron, 1839)
- Chalcides mertensi Klausewitz, 1954
- Chalcides minutus Caputo, 1993
- Chalcides mionecton (Böttger, 1874)
- Chalcides montanus Werner, 1931
- Chalcides ocellatus (Forsskål, 1775) - gongilo
- Chalcides parallelus Doumergue, 1901
- Chalcides pentadactylus (Beddome, 1870)
- Chalcides polylepis Boulenger, 1890
- Chalcides pseudostriatus Caputo, 1993
- Chalcides pulchellus Mocquard, 1906
- Chalcides ragazzii Boulenger, 1890
- Chalcides sepsoides (Audouin, 1829)
- Chalcides sexlineatus Steindachner, 1891 - scinco di Gran Canaria
- Chalcides sphenopsiformis (Duméril, 1856)
- Chalcides striatus (Cuvier, 1829) - luscengola striata o luscengola occidentale
- Chalcides thierryi Tornier, 1901
- Chalcides viridanus (Gravenhorst, 1851) - scinco delle Canarie occidentali

### Specie presenti in Italia

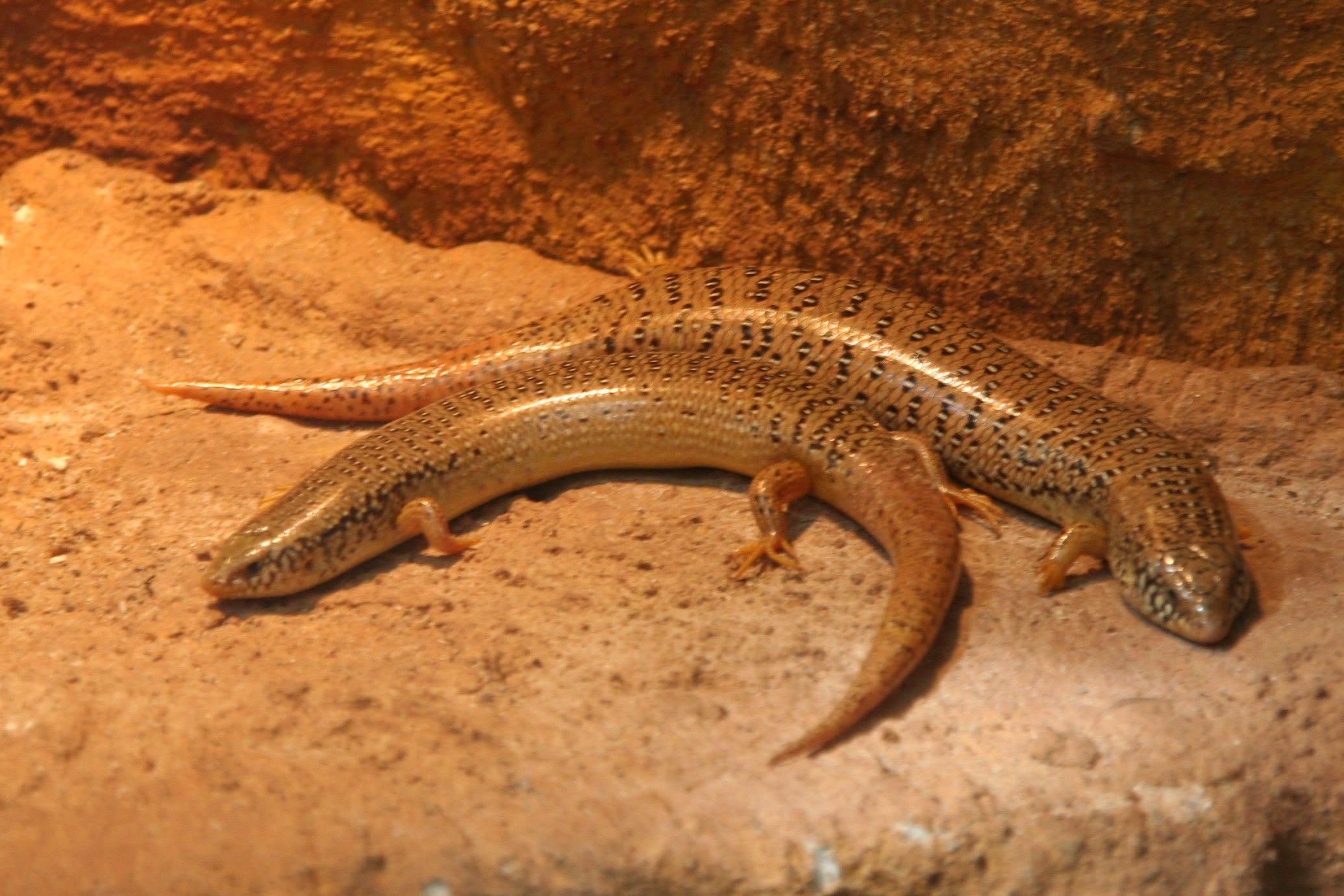
Gongilo Chalcides ocellatus
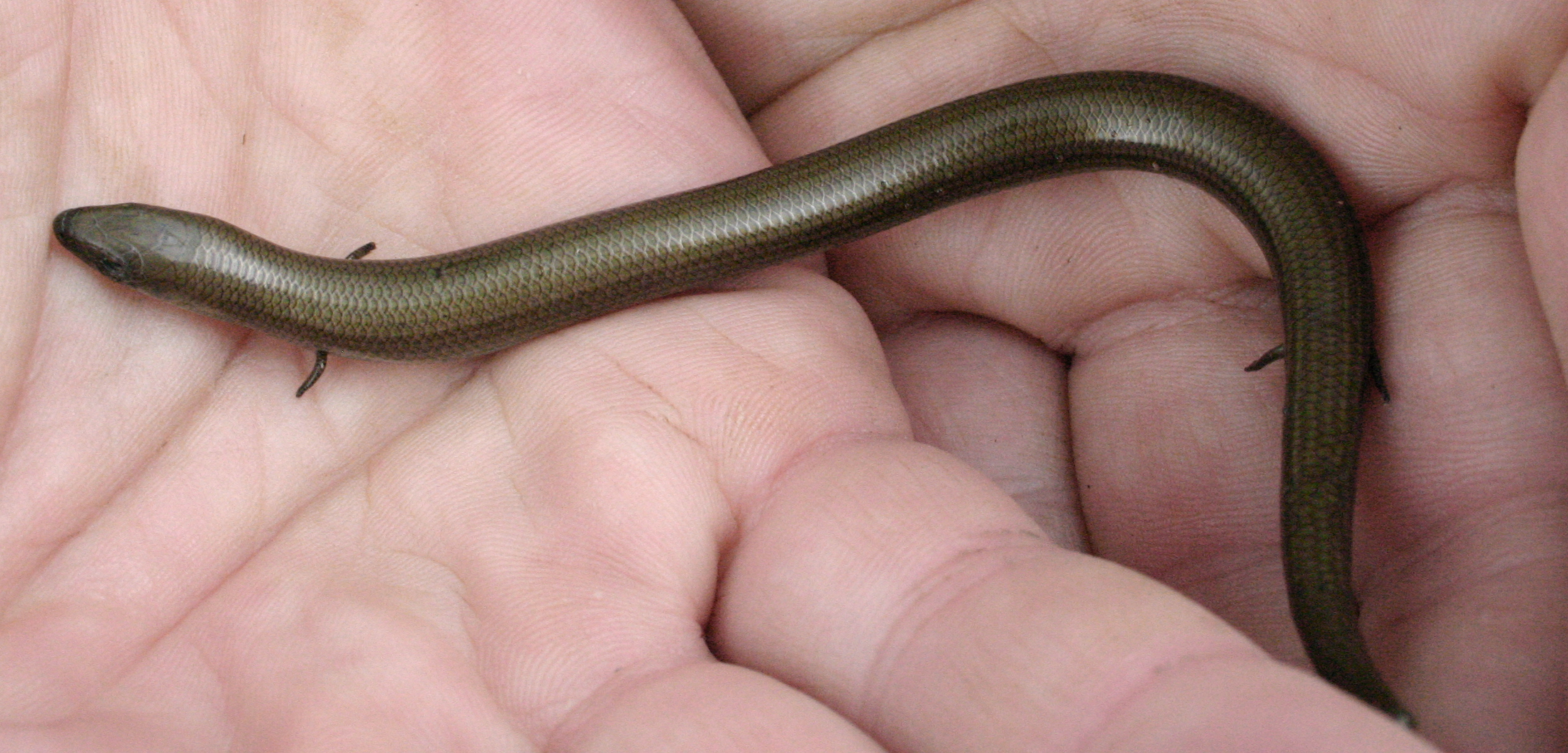
Luscengola Chalcides chalcides
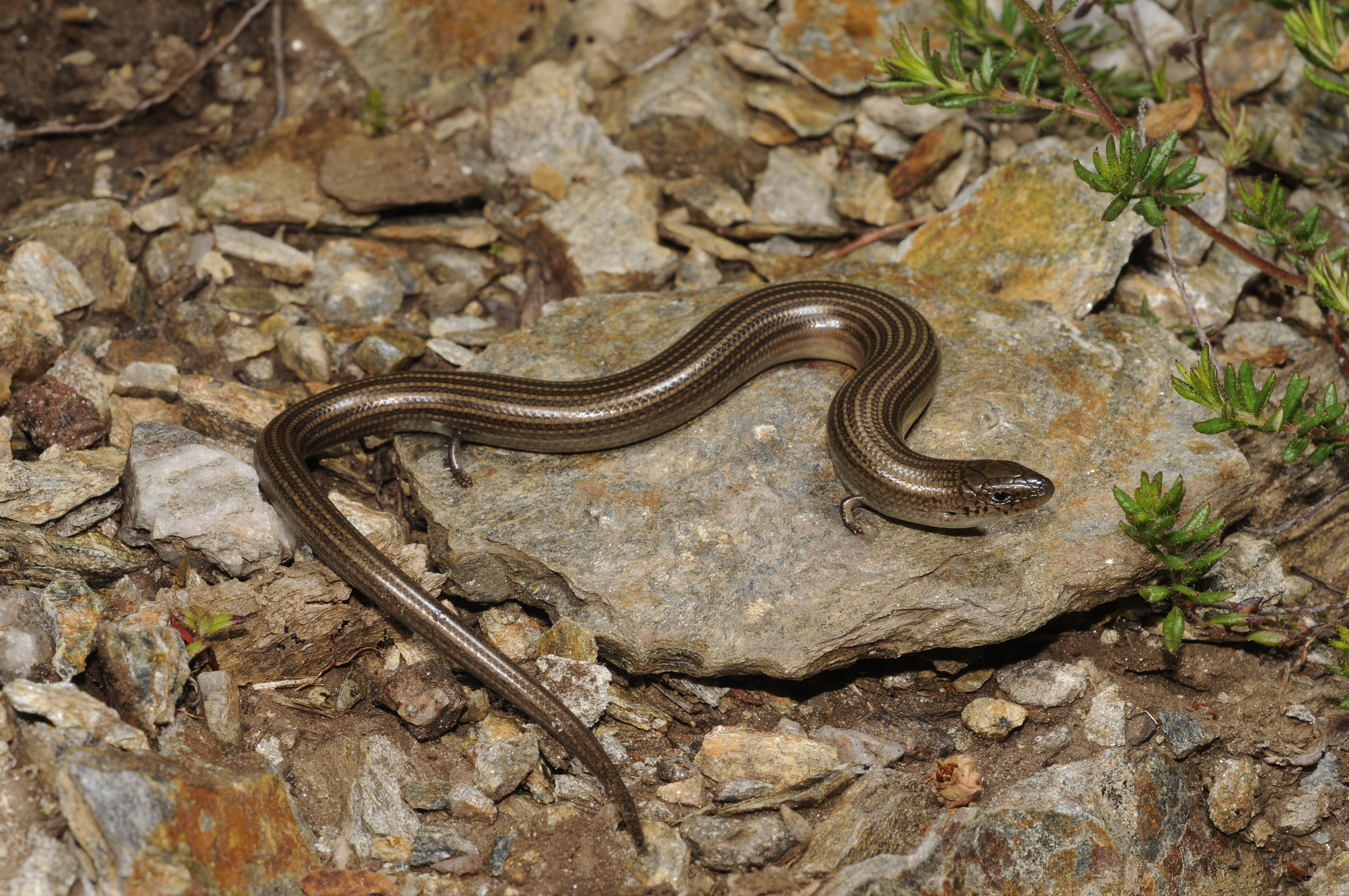
Luscengola striata Chalcides striatus